# Burg Kanth
Die Burg Kanth (polnisch Zamek w Kątach Wrocławskich) lag in Kąty Wrocławskie (deutsch Kanth) im Powiat Wrocławski (Kreis Breslau) in der Woiwodschaft Niederschlesien in Polen.

## Geschichte

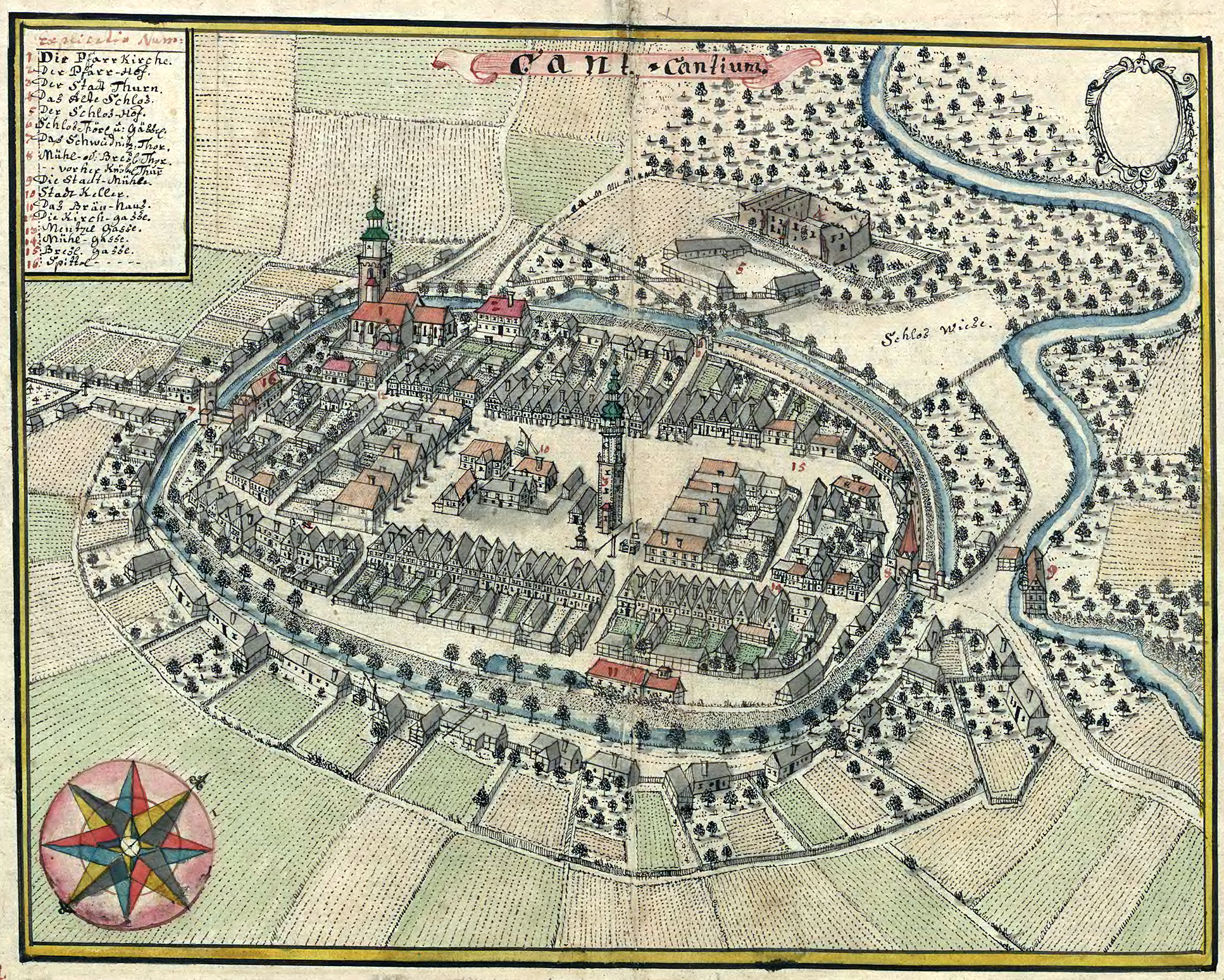
Darstellung der Stadt im 18. Jahrhunderts – oberhalb der Stadt die Mauerreste der Burg Kanth

Eine Burg nordöstlich der Stadt wird im Jahr 1298 erwähnt. Diese Burg war Ausstellungsort mehrerer Urkunden des Schweidnitzer Herzogs Bolko I. Der Münsterberger Herzog Bolko III. verkaufte 1379 Stadt und Burg Kanth an die Herzöge von Oels.
1475 wurde die Burg zerstört und an ihrer Stelle eine zweigeschossige rechteckige Schlossanlage errichtet. Nach einem Brand 1624 wurde das Schloss nicht wiederhergestellt. Heute zeugen Erdwälle vom früheren Schloss.